# Сталін Василь Йосипович
Василь Йосипович Сталін (груз. ვასილი იოსების სტალინი, рос. Василий Иосифович Сталин; 24 березня 1921, Москва — 19 березня 1962, Казань, РРФСР) — радянський військовий діяч, генерал-лейтенант авіації (1947). Син Йосипа Віссаріоновича Сталіна та Надії Сергіївни Аллілуєвої. Батько російського театрального режисера Олександра Бурдонського.

## Біографія
Василь жив з батьком у Кремлі і його всюди, навіть на заняттях в школі, супроводжувала охорона. Виховувався й учився разом із прийомним сином Сталіна Артемом Сергєєвим. Учився Василь погано. Існують факти, котрі підтверджують, що Сталін ставився до Василя тепліше, ніж до свого сина від першого шлюбу Якова. Якщо Сталін дуже грубо й жорстоко карав Якова за паління, то до Василя він був куди більше поблажливий. Щобільше, ще тоді, коли хлопчикові було трохи більше одного року, Сталін, що постійно курив люльку, набирав часом повний рот диму й пускав цей дим дитині в обличчя. «Нехай звикає», — сказав він Бухаріну, що чудувався таким дивним поводженням Сталіна .
У Василя була яскраво червона шевелюра, за що в родині Василя називали «Васьком Червоним».
8 листопада 1932 року мати Василя Аллілуєва Надія покінчила життя самогубством. На похоронах Сталін, за свідченням очевидців, плакав. 11-річний Василь заспокоював батька як міг (однак Світлана Аллілуєва писала, щоб на похорони Сталін не приходив).
Після смерті дружини Сталін змінив свою кремлівську квартиру й перестав бувати на дачі в Зубалово, де жили діти й родичі під доглядом своєї кремлівської економки Кароліни Василівни Тиль. Нагляд за Василем Сталіним доручив начальникові своєї особистої охорони Миколі Власику і його підлеглим. Сам Сталін переїхав жити на свою знамениту «ближню» Кунцевську дачу.
Як і багато інших дітей радянської еліти, став льотчиком. У грудні 1940 року побрався з ровесницею Галиною Бурдонською. У двадцять років пішов на фронт у званні капітана. За час війни зробив 26 бойових вильотів; збив 2 літаки й був нагороджений двома орденами Червоного Прапора, орденами Суворова II ступеня і Олександра Невського.
В 1942 році він отримав звання полковника, в 1946 — генерал-майора, в 1950 — генерал-лейтенанта; один з наймолодших генералів радянської армії.
Закінчив війну командиром винищувальної авіаційної дивізії. Під час війни кілька разів одержував з боку батька офіційні зниження по службі, знижувався за різні провини і підвищувався знову.
В 1947 році Василь Сталін призначений командувачем ВПС Московського військового округу.
На початку 1950-х років за його наказом у Ленінградському районі Москви було почате будівництво спортивного центра й готелю «Радянський», де він і жив. Зараз на згадку про це апартаменти № 301 названі на його честь. Відомий як любитель спорту, творець футбольної, хокейної й ін. команд ВПС, куди переводилися найсильніші спортсмени з інших команд (жартівна розшифровка: «Взяли всіх спортсменів»).
З посади був знятий Й. В. Сталіним після того, як 1 травня 1952 року під час повітряного параду над Красною площею через відсутність розвідки погоди розбився один з бомбардувальників Іл-28.
Після смерті батька був викликаний до тодішнього міністра оборони М. О. Булганіна і одержав розпорядження виїхати з Москви командувати одним з округів. В. Й. Сталін наказу не підкорився й зняв погони.
Був арештований 28 квітня 1953 року й обвинувачений у наклепницьких заявах, спрямованих на дискредитацію керівників партії. Крім того, у ході справи спливли факти зловживання службовим становищем, рукоприкладства, інтриг, у результаті яких загинули люди. Хоча під час справи з Василем обходилися коректно, він зізнався за усіма, навіть найбезглуздішими, обвинуваченнями. У грудні 1954 року прокурор, що вів справу, був розстріляний. Однак і за нового керівництва Василю Сталіну присудили до 8 років в'язниці за антирадянську пропаганду (стаття 58-10 КК) і зловживання службовим становищем (стаття 193-17 КК). Він утримувався у Владимирському централі, де значився як Василь П. Васильєв. За власним проханням був призначений механіком на тюремне госпподвір'я. Як згадував колишній черговий по централу Олександр Малінін, — Сталін був добрим токарем, план перевиконував. Також згадували, що інструмент тоді важко було дістати, і на його прохання дружина привезла дві непід'ємні валізи з різцями, фрезами й іншими пристосуваннями для токарського верстата. Випустили його в 1960 році.
Після XX з'їзду КПРС (1956) В. Й. Сталін звертався з листами в ЦК партії, протестуючи проти необґрунтованого утримання під вартою.
11 січня 1960 року Василю заборонили жити в Москві й Грузії, а також носити прізвище «Сталін», у паспорті він іменувався «Джугашвілі», однак йому було залишене право носіння військової форми й нагород, дані персональна пенсія й право на путівки в санаторії.
Місцем проживання він вибрав Казань, де й помер 19 березня 1962 року, за висновком лікарів, від отруєння алкоголем. Є свідчення того, що його допитували із пристрастю: Микола Зенькович у своїй книзі «Вищий генералітет у роки потрясінь» писав:
Відомий журналіст Є.Додолєв у газеті «Абсолютно секретно» (№ 4, 1994) звертався до Шелепіна, Семичастного, оперативників і розроблювачів КДБ СРСР і Керівництва КДБ по місту Казані, які мали відношення до справи Василя Йосиповича Сталіна в 1953—1962 роках, до лікаря Баришевої, до Марії Нузберг із питанням: куди відвозили співробітники держбезпеки Василя й чому за два дні до його смерті він був по-звірячому побитий?

21 березня В.Сталін був похований на Арському цвинтарі у Казані. 20 листопада 2002 року його тіло було перепоховано на Троєкурівському цвинтарі в Москві. Однак його син Олександр Бурдонський не впевнений, що тут перепохований власне він.
30 вересня 1999 року, вивчивши судові й слідчі матеріали, Головна військова прокуратура скасувала вердикт військової колегії Верховного суду СРСР і зняла з Василя Сталіна всі політичні обвинувачення.

## Образ Василя Сталіна в кіно
- Володимир Стеклов («мой найкращий друг, генерал Василь, син Йосипа», 1991)
- Сергій Безруков («Московська сага», 2004)
- Гусєв Андрій Федорович («Александровський сад», 2005, «Полювання на Берію», 2008)
- Павло Ващилин («Сталін. Live», 2006)
- Георгій Тесля-Герасимов («Вольф Мессінг: котрий бачив крізь час (фільм)», 2009)
- Телеканал Росія. Дока.фільм: «Останній парад Василя Сталіна». Канал Росія, «Крила Батьківщини»
- Гела Месхі («Син батька народів», 2013)
- Фільм «Смерть Сталіна». 2018.